# Superliga Profesional de Baloncesto
La Superliga Profesional de Baloncesto, comunemente nota come SPB, è la massima divisione del campionato professionistico di pallacanestro in Venezuela. Fondata nel 1974 con il nome di Liga Especial de Baloncesto, ha adottato la denominazione Liga Profesional de Baloncesto (LPB) a partire dalla stagione 1993, per poi cambiare nuovamente nome in SuperLiga nel 2019. L'attuale denominazione della lega è stato adottato nel 2022.
Le squadre più titolate sono il Mar. de Anzoátegui ed il Trotamundos, con 11 campionati vinti.
I vincitori e i finalisti di ogni stagione della LPB si qualificano per la Basketball Champions League Americas.

## Storia

### Liga Especial de Baloncesto (1974-1992)
Nel 1974 fu fondata la Liga Especial de Baloncesto (Lega Speciale di Pallacanestro), grazie all'iniziativa di Leonardo Rodríguez, tornato dagli Stati Uniti nel settembre 1973. Fu lui a proporre la creazione della lega ad Arturo Redondo, allora presidente della Federazione Venezuelana di Pallacanestro. Prima della nascita della lega, il basket in Venezuela era praticato solo a livello statale; con questa iniziativa si creò un campionato nazionale che coinvolgeva squadre da tutto il paese.
La prima edizione del campionato vide la partecipazione di quattro squadre:Ahorristas de Caracas Beverly Hills Caracas, Colosos de Carabobo, Toyotas de Aragua. Il titolo fu vinto dagli Ahorristas de Caracas, che sconfissero Colosos de Carabobo nella serie finale per 3-2. Il primo MVP della storia della lega fu lo statunitense Robert Lewis dei Colosos.
Nel 1975 si aggiunsero due nuove squadre: Panteras del Táchira e Petroleros del Zulia. In quella stagione, Sam Shepherd delle Panteras segnò 57 punti contro i Petroleros, stabilendo un record per l’epoca. Sempre nel 1975 si tenne il primo All-Star Game della lega. Il titolo andò ai Colosos de Carabobo, che sconfissero le Panteras del Táchira in finale. Nel 1976 fecero il loro ingresso Caribes de Anzoátegui e Universitarios de Mérida. In quella stagione, il premio MVP andò per la prima volta a un giocatore venezuelano: il centro Ramón Rivero delle Panteras del Táchira.
Nel 1977, la lega venne suddivisa in due gruppi:
- Grupo Este: Ahorristas de Caracas, Centauros de Cojedes, Guaiqueríes de Margarita, Caribes de Anzoátegui
- Grupo Oeste: Colosos de Carabobo, Universitarios de Mérida, Banqueros de Aragua, Panteras del Táchira

In quello stesso anno debuttarono i Guaiqueríes de Margarita, che dominarono il campionato vincendo sei titoli consecutivi dal 1977 al 1982. Durante questo periodo, tre dei loro giocatori vinsero l’MVP: il venezuelano Cruz Lairet (1977), e gli statunitensi Gerald Cunningham (1980) e Lewis Linder (1981).
Nel 1983, la lega raggiunse il massimo numero di partecipanti fino a quel momento con 9 squadre, tra cui anche la nazionale venezuelana, inserita nel torneo in preparazione ai Giochi Panamericani del 1983. Quell’anno, il titolo fu vinto dai Panteras, che interruppero la lunga serie di successi dei Guaiqueríes. Nel 1984 e 1985, furono i Gaiteros del Zulia a conquistare il titolo per due stagioni consecutive, guidati dall’ala statunitense Michael Britt, scelto al secondo giro del Draft NBA 1983 e MVP nel 1985.
Tra il 1986 e il 1989, i Trotamundos de Carabobo dominarono la scena, vincendo quattro titoli consecutivi. Il loro leader era Alfonso Smith, che fu MVP per tre stagioni di fila (1987, 1988 e 1989). I Trotamundos vantavano anche numerosi giocatori della nazionale venezuelana, tra cui Rostyn González, Luis Jiménez, Iván Olivares e Alexander Nelcha, oltre a stranieri come Sam Shepherd e Leroy Combs.
Nel 1987 debuttò anche Víctor David Díaz con i Panteras de Miranda, destinato a diventare il leader assoluto della lega per partite giocate, minuti e punti segnati. Nel 1990, i Bravos de Portuguesa misero fine al dominio dei Trotamundos vincendo il campionato, grazie anche alla prestazione dell’MVP Carl Herrera, appena uscito dalla University of Houston (NCAA Division I).
Nel 1991, il titolo andò ai Marinos de Oriente, trascinati da Charlie Bradley, ex giocatore della University of South Florida e MVP della stagione. Nel 1992, a vincere il campionato furono i Cocodrilos de Caracas, che avevano debuttato l’anno prima prendendo il posto degli Halcones de Caracas. Fu la seconda volta che una squadra della capitale vinse il titolo, dopo gli Ahorristas nel 1974.

### Liga Profesional de Baloncesto (1993-2019)

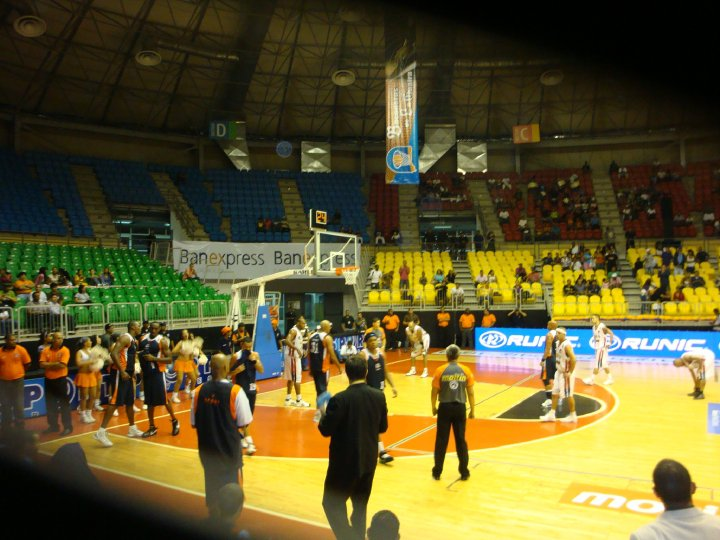
Una partita dei Bucaneros de La Guaira, squadra entrata nella lega nel 2009.

Nel 1992 la nazionale venezuelana di pallacanestro partecipò ai Giochi Olimpici di Barcellona. Questo evento contribuì a un notevole aumento dell’interesse per la pallacanestro in Venezuela e portò a un conflitto tra le squadre della Liga Especial e la Federazione venezuelana per la spartizione dei diritti televisivi. Da questa disputa nacque la Liga Profesional de Baloncesto (LPB), una lega gestita direttamente dalle squadre e non soggetta al controllo diretto della Federazione. Il primo presidente della lega fu Tulio Capriles.
La stagione inaugurale della LPB si giocò con otto squadre. Le prime sei classificate avanzarono alla prima fase delle semifinali, chiamata "Semifinali A". Da questa fase, le due vincitrici e la migliore delle perdenti si qualificarono per la seconda semifinale, "Semifinali B", le cui vincitrici si sfidarono poi in una serie finale al meglio delle sette partite. I primi campioni della LPB furono i Marinos de Oriente, che sconfissero i Trotamundos de Carabobo per 4-3 nella serie decisiva. Il premio di MVP andò a David Wesley, che in seguito ebbe una lunga carriera in NBA.
Nel 1994 i Trotamundos vinsero il titolo battendo i Cocodrilos de Caracas, trascinati da Stanley Brundy, altro giocatore con esperienza NBA. L’anno successivo, nel 1995, furono i Panteras de Miranda ad aggiudicarsi il titolo, superando i Marinos, che raggiunsero comunque la finale anche nel 1996, perdendola contro i Gaiteros del Zulia. In quella stagione l’MVP fu Harold Keeling, in forza ai Toros de Aragua: Keeling ottenne successivamente la cittadinanza venezuelana e fu convocato anche nella nazionale.
Nel 1997 i Guaiqueríes de Margarita vinsero il loro primo campionato dopo un’attesa di quindici anni. Quell’anno il premio di MVP fu assegnato a Víctor David Díaz dei Panteras de Miranda, primo venezuelano a ricevere l’onorificenza nell’era della LPB, ponendo fine a una striscia di sei MVP consecutivi di nazionalità statunitense (l’ultimo venezuelano premiato prima di lui era stato Carl Herrera nel 1990.
Nel 1998 i Marinos de Oriente sconfissero nuovamente i Trotamundos in finale, mentre nel 1999 furono i Trotamundos a prevalere, battendo i Panteras. Il titolo del 2000 fu conquistato dai Cocodrilos de Caracas, che superarono i Gaiteros del Zulia grazie a un canestro decisivo di Lee Nailon nei secondi finali della settima gara. Nel 2001 toccò ai Gaiteros laurearsi campioni, mentre nel 2002 i Trotamundos vinsero il titolo rimontando da un passivo di 1-3 nella serie finale. Dal 2003 al 2005 i Marinos de Oriente dominarono la scena, conquistando tre titoli consecutivi. Nel 2006 i Trotamundos sconfissero i Guaros de Lara nella serie decisiva, raggiungendo così otto titoli complessivi, un record per l’epoca.
Nel 2007 la vittoria andò ai Guaiqueríes de Margarita. L’anno seguente, nel 2008, la lega si ampliò a dieci squadre con l’ingresso dei Gigantes de Guayana e del Deportivo Táchira. Il campionato fu vinto dai Cocodrilos de Caracas. Nel 2009 il Deportivo Táchira si trasferì a La Guaira, adottando il nome di Bucaneros de La Guaira. I Marinos si aggiudicarono il titolo del 2009, e tornarono a vincere anche nel 2011 e nel 2012, dopo essere stati sconfitti dai Cocodrilos nella finale del 2010. Dal 2009 al 2015 i Marinos disputarono sette finali consecutive, conquistando i campionati del 2009, 2011, 2012, 2014 e 2015, per un totale di undici titoli, il massimo nella storia della lega.

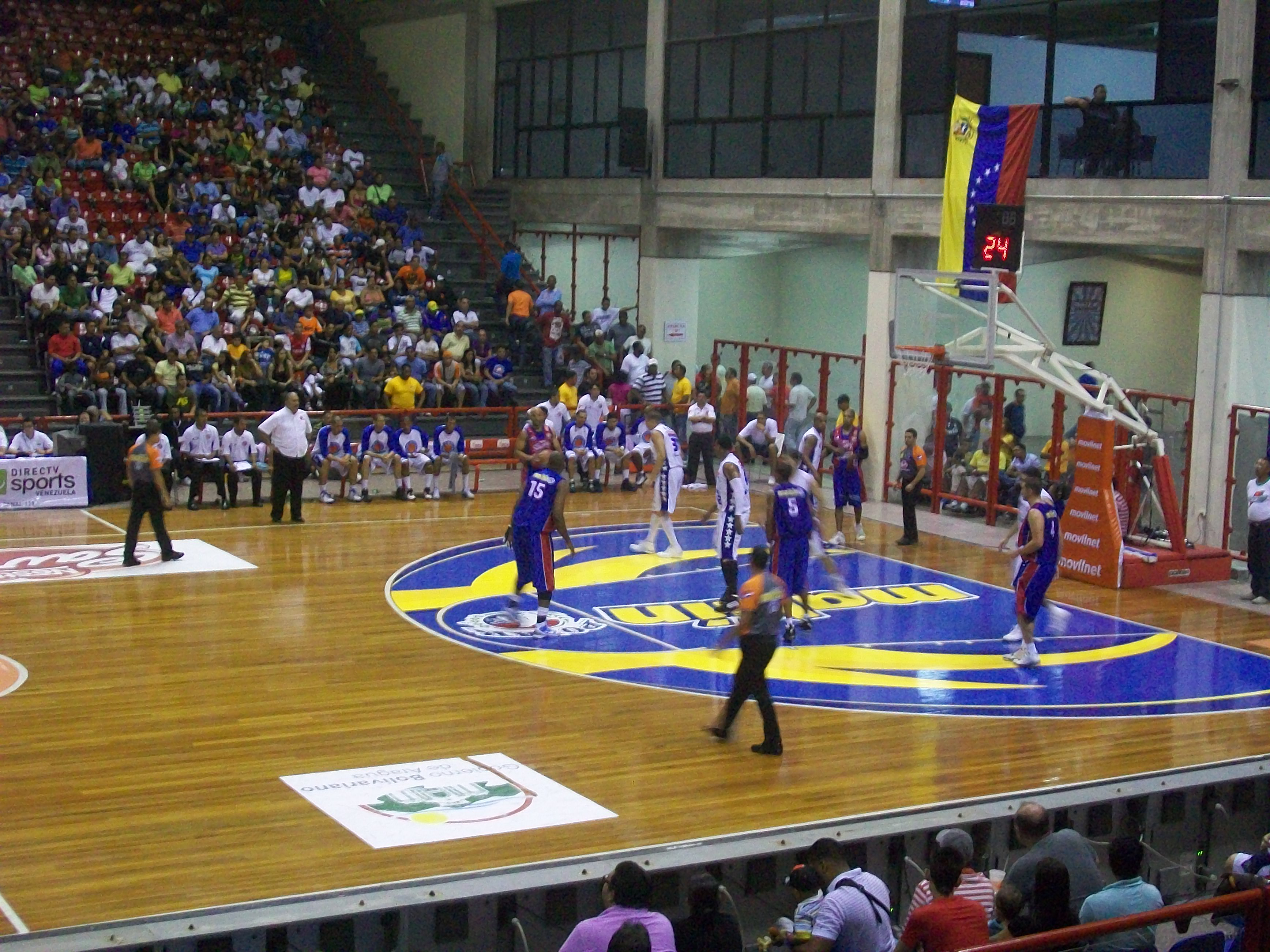
Una partita del 2010 tra Trotamundos de Carabobo e Toros de Aragua

Nel 2016 furono i Cocodrilos a sollevare il trofeo, battendo i Bucaneros de La Guaira. Quella stagione, la 2015-2016, fu l’unica nella storia della LPB a disputarsi su due anni anziché in uno solo. I Guaros de Lara si imposero nelle stagioni 2017 e 2018, conquistando due titoli consecutivi. Infine, nel 2019, la Liga Profesional de Baloncesto venne sostituita dalla Copa LPB, un torneo concepito come preparazione alla partecipazione della nazionale venezuelana alla FIBA World Cup 2019.

### SuperLiga (2019-2022)
Nel dicembre 2019, il neoletto presidente della Federazione, Hanthony Coello, annunciò la nascita di una nuova lega chiamata SuperLiga Profesional de Baloncesto, destinata a sostituire la LPB. L’inizio del campionato era previsto per il 28 febbraio 2020. Tuttavia, il 12 marzo 2020, la Federazione venezuelana di pallacanestro comunicò tramite Twitter che la pianificazione del nuovo torneo era stata sospesa a causa della pandemia da COVID-19. La SuperLiga iniziò infine il 13 ottobre 2020. Vi presero parte 13 squadre, poiché i Trotamundos, i Guaros de Lara e i Cocodrilos de Caracas si ritirarono. A vincere il primo titolo della SuperLiga furono gli Spartans Distrito Capital.

### Superliga Profesional de Baloncesto (2022-)
L'8 luglio 2022, la SuperLiga e la LPB, che era rimasta inattiva dopo l'edizione 2018, si fusero per dare vita alla Superliga Profesional de Baloncesto, comunemente nota come SPB. I vertici delle due leghe concordarono di unificare tutti i record, le statistiche e i titoli del basket venezuelano.

## Squadre attuali
L'elenco delle 16 squadre che prendono parte alla stagione 2025
| Squadre SPB 2025      | Squadre SPB 2025            | Squadre SPB 2025                        | Squadre SPB 2025 | Squadre SPB 2025 | Squadre SPB 2025 |
| Squadra               | Città                       | Arena                                   | Capacità         | Fondazione       |                  |
| --------------------- | --------------------------- | --------------------------------------- | ---------------- | ---------------- | ---------------- |
| Brillantes del Zulia  | Maracaibo, ZUL              | Gimnasio Pedro Elias Belisario Aponte   | 4,500            | 2019             |                  |
| Cocodrilos            | Caracas, D. C.              | Gimnasio José Beracasa                  | 6,100            | 1990             |                  |
| Frontinos del Tachira | Táchira, IPA                | Domo Bolivariano                        | 5,000            | 2023             |                  |
| Gaiteros              | Maracaibo, ZUL              | Gimnasio Pedro Elias Belisario Aponte   | 4,500            | 1983             |                  |
| Glad. de Anzoátegui   | Puerto La Cruz, ANZ         | Gimnasio Luis Ramos                     | 5,500            | 2019             |                  |
| Guaiqueríes           | La Asunción, NUE            | Gimnasio Ciudad de La Asunción          | 10,000           | 1977             |                  |
| Llaneros de Guarico   | San Juan de los Morros, GUA | Domo Olímpico de San Juan de los Morros | 5,500            | 2018             |                  |
| Marinos de Oriente    | Puerto La Cruz, ANZ         | Gimnasio Luis Ramos                     | 5,500            | 1976             |                  |
| Pant. de Miranda      | Caracas, MIR                | Gimnasio José Joaquín Papa Carrillo     | 3,500            | 1974             |                  |
| Pir. de La Guaira     | La Guaira, LAG              | Domo José María Vargas                  | 8,000            | 2008             |                  |
| Pioneros del Ávila    | Caracas, D. C.              | Domo Ávila                              | 3,000            | 2023             |                  |
| Spartans DC           | Caracas, MIR                | Gimnasio José Joaquín Papá Carrillo     | 3,500            | 2019             |                  |
| Toros de Aragua       | Maracay, ARA                | Gimnasio cubierto Mauricio Johnson      | 3,000            | 2021             |                  |
| Trotamundos           | Valencia, CAR               | Forum de Valencia                       | 10,000           | 1983             |                  |

## Albo d'oro
| Stagione  | Vincitore           | Secondo Posto            | Risultato |
| 1974      | Ahorristas          | Colosos de Carabobo      | 3 - 2     |
| 1975      | Colosos de Carabobo | Panteras de Táchira      | 3 - 2     |
| 1976      | Panteras de Táchira | Ahorristas               | 3 - 0     |
| 1977      | Guaiqueríes         | Ahorristas               | 3 - 1     |
| 1978      | Guaiqueríes         | Panteras de Táchira      | 4 - 0     |
| 1979      | Guaiqueríes         | Legisladores de Carabobo | 4 - 0     |
| 1980      | Guaiqueríes         | Retadores                | 4 - 3     |
| 1981      | Guaiqueríes         | Telefonistas             | 4 - 2     |
| 1982      | Guaiqueríes         | Panteras de Lara         | 4 - 2     |
| 1983      | Panteras de Lara    | Gaiteros                 | 4 - 2     |
| 1984      | Gaiteros            | Guaiqueríes              | 4 - 2     |
| 1985      | Gaiteros            | Guaiqueríes              | 4 - 3     |
| 1986      | Trotamundos         | Pant. de Miranda         | 4 - 1     |
| 1987      | Trotamundos         | Pant. de Miranda         | 4 - 1     |
| 1988      | Trotamundos         | Bravos de Port.          | 4 - 2     |
| 1989      | Trotamundos         | Gaiteros                 | 4 - 0     |
| 1990      | Bravos de Port.     | Marinos de Oriente       | 4 - 3     |
| 1991      | Marinos de Oriente  | Guaiqueríes              | 4 - 2     |
| 1992      | Cocodrilos          | Trotamundos              | 4 - 2     |
| 1993      | Marinos de Oriente  | Trotamundos              | 4 - 3     |
| 1994      | Trotamundos         | Cocodrilos               | 4 - 1     |
| 1995      | Pant. de Miranda    | Marinos de Oriente       | 4 - 3     |
| 1996      | Gaiteros            | Marinos de Oriente       | 4 - 3     |
| 1997      | Guaiqueríes         | Cocodrilos               | 4 - 3     |
| 1998      | Marinos de Oriente  | Trotamundos              | 4 - 2     |
| 1999      | Trotamundos         | Pant. de Miranda         | 4 - 2     |
| 2000      | Cocodrilos          | Gaiteros                 | 4 - 3     |
| 2001      | Gaiteros            | Bravos de Port.          | 4 - 1     |
| 2002      | Trotamundos         | Pant. de Miranda         | 4 - 3     |
| 2003      | Marinos de Oriente  | Gaiteros                 | 4 - 3     |
| 2004      | Marinos de Oriente  | Gaiteros                 | 4 - 2     |
| 2005      | Mar. de Anzoátegui  | Guaros de Lara           | 4 - 1     |
| 2006      | Trotamundos         | Guaros de Lara           | 4 - 2     |
| 2007      | Guaiqueríes         | Cocodrilos               | 4 - 3     |
| 2008      | Cocodrilos          | Gaiteros                 | 4 - 2     |
| 2009      | Mar. de Anzoátegui  | Cocodrilos               | 4 - 3     |
| 2010      | Cocodrilos          | Mar. de Anzoátegui       | 4 - 2     |
| 2011      | Mar. de Anzoátegui  | Cocodrilos               | 4 - 1     |
| 2012      | Mar. de Anzoátegui  | Trotamundos              | 4 - 2     |
| 2013      | Cocodrilos          | Mar. de Anzoátegui       | 4 - 3     |
| 2014      | Mar. de Anzoátegui  | Trotamundos              | 4 - 3     |
| 2015      | Mar. de Anzoátegui  | Guaros de Lara           | 4 - 1     |
| 2016      | Cocodrilos          | Buc. de La Guaira        | 4 - 3     |
| 2017      | Guaros de Lara      | Mar. de Anzoátegui       | 4 - 2     |
| 2018      | Guaros de Lara      | Trotamundos              | 4 - 3     |
| 2019      | Trotamundos         | Guaros de Lara           | 85 - 82   |
| 2020      | Spartans DC         | Gig. de Guayana          | 3 - 1     |
| 2021 (I)  | Guaiqueríes         | Trotamundos              | 3 - 1     |
| 2021 (II) | Trotamundos         | Guaiqueríes              | 75 - 63   |
| 2022      | Trotamundos         | Cocodrilos               | 4 - 1     |
| 2023      | Glad. de Anzoátegui | Guaros de Lara           | 4 - 1     |
| 2024      | Glad. de Anzoátegui | Guaiqueríes              | 4 - 0     |
| 2025      | Gaiteros            | Trotamundos              | 4 - 1     |

## Vittorie per club
| Club                | Titolo | Città          | Anno                                                                 |
| ------------------- | ------ | -------------- | -------------------------------------------------------------------- |
| Mar. de Anzoátegui  | 11     | Puerto La Cruz | 1991, 1993, 1998, 2003, 2004, 2005, 2009, 2011, 2012, 2014, 2015     |
| Trotamundos         | 11     | Valencia       | 1986, 1987, 1988, 1989, 1994, 1999, 2002, 2006, 2019, 2021 (I), 2022 |
| Guaiqueríes         | 9      | La Asunción    | 1977, 1978, 1979, 1980, 1981, 1982, 1997, 2007, 2021 (II)            |
| Cocodrilos          | 7      | Caracas        | 1974, 1992, 2000, 2008, 2010, 2013, 2016                             |
| Gaiteros            | 5      | Maracaibo      | 1984, 1985, 1996, 2001, 2025                                         |
| Guaros de Lara      | 3      | Barquisimeto   | 1990, 2017, 2018                                                     |
| Pant. de Miranda    | 3      | Caracas        | 1974, 1983, 1995                                                     |
| Glad. de Anzoátegui | 2      | Puerto La Cruz | 2023, 2024                                                           |
| Colosos de Carabobo | 1      | Valencia       | 1975                                                                 |
| Spartans DC         | 1      | Caracas        | 2020                                                                 |

## SuperLiga MVP

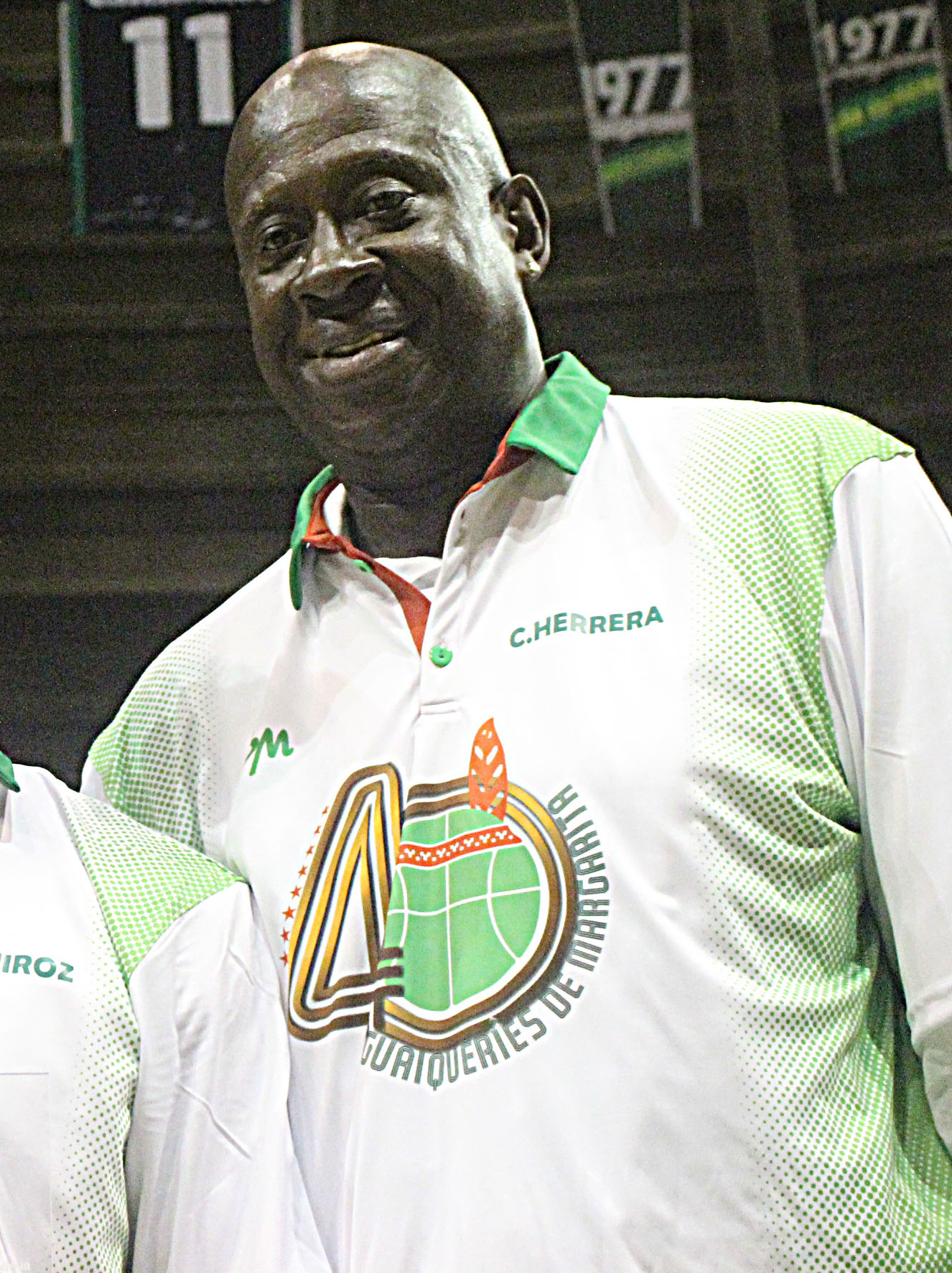
Carl Herrera, MVP della stagione 1990.

| Anno      | Giocatore         | Posizione | Squadra                  | Note   |
| --------- | ----------------- | --------- | ------------------------ | ------ |
| 1974      | Robert Lewis      | F         | Colosos de Carabobo      |        |
| 1975      | James Roundtree   | C         | Panteras de Táchira      |        |
| 1976      | Ramón Rivero      | C         | Panteras de Táchira      |        |
| 1977      | Cruz Lairet       | F         | Guaiqueríes              |        |
| 1978      | Roscoe Pondexter  | F         | Colosos de Carabobo      |        |
| 1979      | Tim Billingslea   | F         | Banqueros de Aragua      |        |
| 1980      | Gerald Cunningham | F         | Guaiqueríes              |        |
| 1981      | Lewis Linder      | G         | Guaiqueríes              |        |
| 1982      | Chris Lockhart    | F         | Toros de Aragua          |        |
| 1983      | Sam Shepherd      | G         | Panteras de Lara         |        |
| 1984      | Michael Hackett   | F/C       | Guaiqueríes              |        |
| 1985      | Michael Britt     | F         | Gaiteros                 |        |
| 1986      | Joe Dawson        | F         | Cocodrilos               |        |
| 1987      | Al Smith          | F         | Trotamundos              |        |
| 1988      | Al Smith          | F         | Trotamundos              |        |
| 1989      | Al Smith          | F         | Trotamundos              |        |
| 1990      | Carl Herrera      | F         | Cardenales de Portuguesa |        |
| 1991      | Charlie Bradley   | F         | Mar. de Anzoátegui       |        |
| 1992      | Antoine Joubert   | G         | Pant. de Miranda         |        |
| 1993      | David Wesley      | G         | Trotamundos              |        |
| 1994      | Stanley Brundy    | F         | Trotamundos              |        |
| 1995      | Andrew Moten      | G         | Mar. de Anzoátegui       |        |
| 1996      | Harold Keeling    | G         | Toros de Aragua          |        |
| 1997      | Víctor Díaz       | F         | Pant. de Miranda         |        |
| 1998      | Leon Trimmingham  | F         | Mar. de Anzoátegui       |        |
| 1999      | Askia Jones       | G         | Guaiqueríes              |        |
| 2000      | Ruben Nembhard    | G         | Gaiteros                 |        |
| 2001      | Víctor Díaz       | F         | Pant. de Miranda         |        |
| 2002      | Richard Lugo      | C         | Pant. de Miranda         |        |
| 2003      | Ruben Nembhard    | G         | Gaiteros                 |        |
| 2004      | Víctor Díaz       | F         | Pant. de Miranda         |        |
| 2005      | Aaron Harper      | G         | Gaiteros                 |        |
| 2006      | Ruben Nembhard    | G         | Gaiteros                 |        |
| 2007      | Tang Hamilton     | F         | Guaros de Lara           |        |
| 2008      | Hernán Salcedo    | F         | Gaiteros                 |        |
| 2009      | Torraye Braggs    | F         | Guaros de Lara           |        |
| 2010      | Ruben Nembhard    | G         | Gaiteros                 |        |
| 2011      | Heissler Guillent | G         | Buc. de La Guaira        |        |
| 2012      | Carl Elliott      | G         | Cocodrilos               |        |
| 2013      | Edward Santana    | F         | Gaiteros                 |        |
| 2014      | Aaron Harper      | G         | Mar. de Anzoátegui       |        |
| 2015      | Carl Elliott      | G         | Cocodrilos               |        |
| 2016      | Axiers Sucre      | F         | Gig. de Guayana          |        |
| 2017      | Carlos Powell     | F         | Trotamundos              | [ 21 ] |
| 2018      | Trey Gilder       | F         | Pant. de Miranda         | [ 22 ] |
| 2021 (I)  | Gregory Vargas    | G         | Cocodrilos               | [ 23 ] |
| 2021 (II) | Windi Graterol    | F/C       | Spartans DC              |        |
| 2022      | Garly Sojo        | G/F       | Broncos de Caracas       | [ 24 ] |
| 2023      | Heissler Guillent | PG        | Guaros de Lara           | [ 25 ] |
| 2024      | Windi Graterol    | F         | Glad. de Anzoátegui      |        |